# Зузови
Зузови (пол. Zuzowy) — село в Польщі, у гміні Пшедбуж Радомщанського повіту Лодзинського воєводства.
Населення — 189 осіб (2011).
У 1975-1998 роках село належало до Пйотрковського воєводства.

## Демографія
Демографічна структура станом на 31 березня 2011 року:
|          | Загалом | Допрацездатний вік | Працездатний вік | Постпрацездатний вік |
| -------- | ------- | ------------------ | ---------------- | -------------------- |
| Чоловіки | 100     | 22                 | 63               | 15                   |
| Жінки    | 89      | 17                 | 48               | 24                   |
| Разом    | 189     | 39                 | 111              | 39                   |